# Marie Caranta
Marie Caranta, née le 3 novembre 1973, est une nageuse synchronisée française.

## Biographie
Marie Caranta remporte la médaille d'argent par équipe aux Championnats d'Europe de natation 1991.